# Садкув (Вроцлавський повіт)
Садкув (пол. Sadków) — село в Польщі, у гміні Конти-Вроцлавські Вроцлавського повіту Нижньосілезького воєводства.
Населення — 686 осіб (2011).
У 1975-1998 роках село належало до Вроцлавського воєводства.

## Демографія
Демографічна структура станом на 31 березня 2011 року:
|          | Загалом | Допрацездатний вік | Працездатний вік | Постпрацездатний вік |
| -------- | ------- | ------------------ | ---------------- | -------------------- |
| Чоловіки | 337     | 73                 | 244              | 20                   |
| Жінки    | 349     | 50                 | 233              | 66                   |
| Разом    | 686     | 123                | 477              | 86                   |